# District de Shiwa
Le district de Shiwa (紫波郡, Shiwa-gun) est un district situé dans la préfecture d'Iwate, au Japon.

## Géographie

### Démographie
Au 1er novembre 2013, la population du district de Shiwa était estimée à 59 961 habitants répartis sur une superficie de 306,31 km2.

### Divisions administratives
Le district de Shiwa est constitué de deux bourgs : Shiwa et Yahaba.

## Personnalités liées au district
- Kodō Nomura, auteur de romans policiers historiques de l'ère Shōwa (1926-1989).